# 气旋万斯
強烈熱帶氣旋萬斯（英語：Severe Tropical Cyclone Vance），為活跃于1998-1999年的澳大利亞地區氣旋季期間襲擊西澳大利亞的熱帶氣旋，也是該季節在澳大利亞沿海形成的六個熱帶氣旋之一。登陸時，Learmonth 氣象辦公室（埃克斯茅斯以南35公里）記錄到澳大利亞最高陣風為267公里/小時（166英里/小時）。 而在氣旋特里克西期間，附近 Mardie 的先前最高陣風為259公里/小時（161英里/小時）。 这记录直到被2010年，也就是世界氣象組織正式宣佈在1996年颶風奧利維亞期間巴羅島的陣風風速達到408公里/小時（254英里/小時）的世界紀錄给打破。
萬斯於1999年3月19日在帝汶海形成，然後向西南偏西彎曲，並於3月22日以澳大利亞等级的五級热带氣旋襲擊西澳大利亞的加斯科因和皮爾巴拉海岸，並於次日消散。
萬斯嚴重破壞澳大利亞西海岸。埃克斯茅斯是受災最嚴重的城鎮，七成建築物受到嚴重破壞。然而，由於提前警告，沒有死亡報告。損失總計約爲100,000,000澳元。

## 氣象歷史
3月16日，一股低氣壓於日在達爾文西北600英里處形成。風暴隨後迅速達到熱帶低氣壓強度，因為它在北領地上空彎曲，沒有造成任何損害。 3月18日，熱帶低氣壓增強並在達爾文以西523公里（325英里）處成為熱帶風暴萬斯。
風暴與副熱帶高壓脊相互作用，向西移動，然後向西南移動，並於19日達到一級热带氣旋。氣旋隨後繼續向西南移動，在3月20日夜間增強為五級風暴，陣風超過280公里/小時（170英里/小時）。萬斯在向南彎曲之前達到了910毫巴的气压，朝向埃克斯茅斯湾。
萬斯隨後於3月22日在埃克斯茅斯附近登陸，成為強烈的四級热带氣旋。氣旋向內陸移動，然後像之前一樣轉向更偏南偏南的方向，減弱為熱帶風暴狀態。第二天，萬斯成為溫帶氣旋，其溫帶殘餘產生的烈風影響了南澳大利亞、維多利亞和塔斯馬尼亞。

## 防響措施
數百人撤離，當局關閉了幾條道路。此外，預報員向卡拉萨、昂斯和埃克斯茅斯等城鎮發出紅色警報，因為預計颶風會給該地區帶來破壞性強風，而紅色警報警報區以南的地區則處於黃色警報或熱帶風暴警報之下。22日，預報員預測萬斯將在昂斯洛和埃克斯茅斯之間登陸。

## 影響
| 排名             | 名称   | 年份 | 最低气压 毫巴（百帕） |
| ---------------- | ------ | ---- | --------------------- |
| 1                | 格温达 | 1999 | 900                   |
| 1                | 伊尼戈 | 2003 | 900                   |
| 3                | 乔治   | 2007 | 902                   |
| 4                | 奥森   | 1989 | 904                   |
| 5                | 馬库斯 | 2018 | 905                   |
| 6                | 西奥多 | 1994 | 910                   |
| 6                | 万斯   | 1999 | 910                   |
| 6                | 费伊   | 2004 | 910                   |
| 6                | 格伦达 | 2006 | 910                   |
| 来源：澳洲气象局 |        |      |                       |

Learmonth 氣象辦公室記錄了創紀錄的267公里/小時（166英里/小時）的陣風和937毫巴的气压。在昂斯洛，氣象站報告風速達到182公里/小時（113英里/小時），氣壓為978毫巴。據報導，埃克斯茅斯出現了3.6米（12英尺）的風暴潮。浪湧造成嚴重的海灘侵蝕，並沉沒或損壞了幾艘駁船。埃克斯茅斯的風災非常嚴重，風暴摧毀了110多所房屋，並損壞了220多所房屋。在昂斯洛，風暴潮淹沒了幾座房屋。萬斯在西澳大利亞上空下了100-150毫米（3.9-5.9英寸）的降雨。受風暴影響的一些地區報告的降雨總量為200-300毫米（7.9-11.8英寸）。萬斯帶來的大雨造成嚴重的山洪暴發，導致電力和通訊中斷。在其他地方，洪水沖毀了幾條道路，並影響了幾天前已經受到气旋伊萊恩影響的地區。萬斯的殘餘產生的強風引發了一場沙塵暴，襲擊了阿德萊德數小時，能見度低至幾米，並摧毀了墨爾本的電力線，導致50,000人受斷電影响。

## 腳註
1. 1 2  Bureau of Meteorology Tropical Cyclone Vance in Review （页面存档备份，存于）. March 2000. URL Accessed: 30 December 2006
2. 1 2 3  Bureau of Meteorology BoM Report on Vance （页面存档备份，存于）. March 2000. URL Accessed: 19 July 2006
3. 1 2  NCDC (1999) NCDC Impact Report 的存檔，存档日期2006-06-21. URL Accessed: 21 July 2006
4. 1 2  Unisys Track of Vance （页面存档备份，存于） URL Accessed: 19 July 2006
5. 1 2  Gary Padgett report on Vance 的存檔，存档日期2006-06-29. URL Accessed: 19 July 2006
6. 1 2  Smith, Carl "A Tale of Two Cyclones （页面存档备份，存于） URL Accessed: 21 July 2006
7. ↑  . Commonwealth of Australia , Bureau of Meteorology.   [2014-10-13]. （原始内容存档于2015-09-23）.